# Sophie D'Amours
Pour les articles homonymes, voir D'Amours.
Sophie D'Amours est ingénieure et professeure à l'Université Laval. Le 26 avril 2017, elle est élue rectrice de l’Université Laval et devient ainsi la première femme et la 26e personne à occuper cette fonction.

## Biographie
Sophie D'Amours est la fille d'Alban D'Amours, homme d'affaires et administrateur chez Desjardins.
Elle est professeure au Département de génie mécanique de l’Université Laval depuis 1995, elle fut vice-rectrice à la recherche et à la création de l’Université Laval de 2012 à 2015.
Elle a obtenu un baccalauréat en génie mécanique en 1990 et une maîtrise en administration des affaires en 1992 de l’Université Laval ainsi qu’un doctorat en mathématiques de l’ingénieur de l’École polytechnique de Montréal en 1995. Ses recherches portent sur l’ingénierie des affaires, la gestion des chaînes logistiques et les processus décisionnels.
Outre ses responsabilités universitaires, elle préside le conseil d’administration du Centre de recherche industrielle du Québec depuis 2010 et a été nommée présidente du conseil d’administration de Universités Canada en octobre 2019. Elle est membre du conseil d’administration du Centre de recherches pour le développement international et est invitée à siéger à celui de la Fondation pour les échanges éducatifs entre le Canada et les États-Unis, le programme Fulbright. Elle est membre de l’Académie canadienne du génie.

## Controverse

### Promesses de désinvestissement

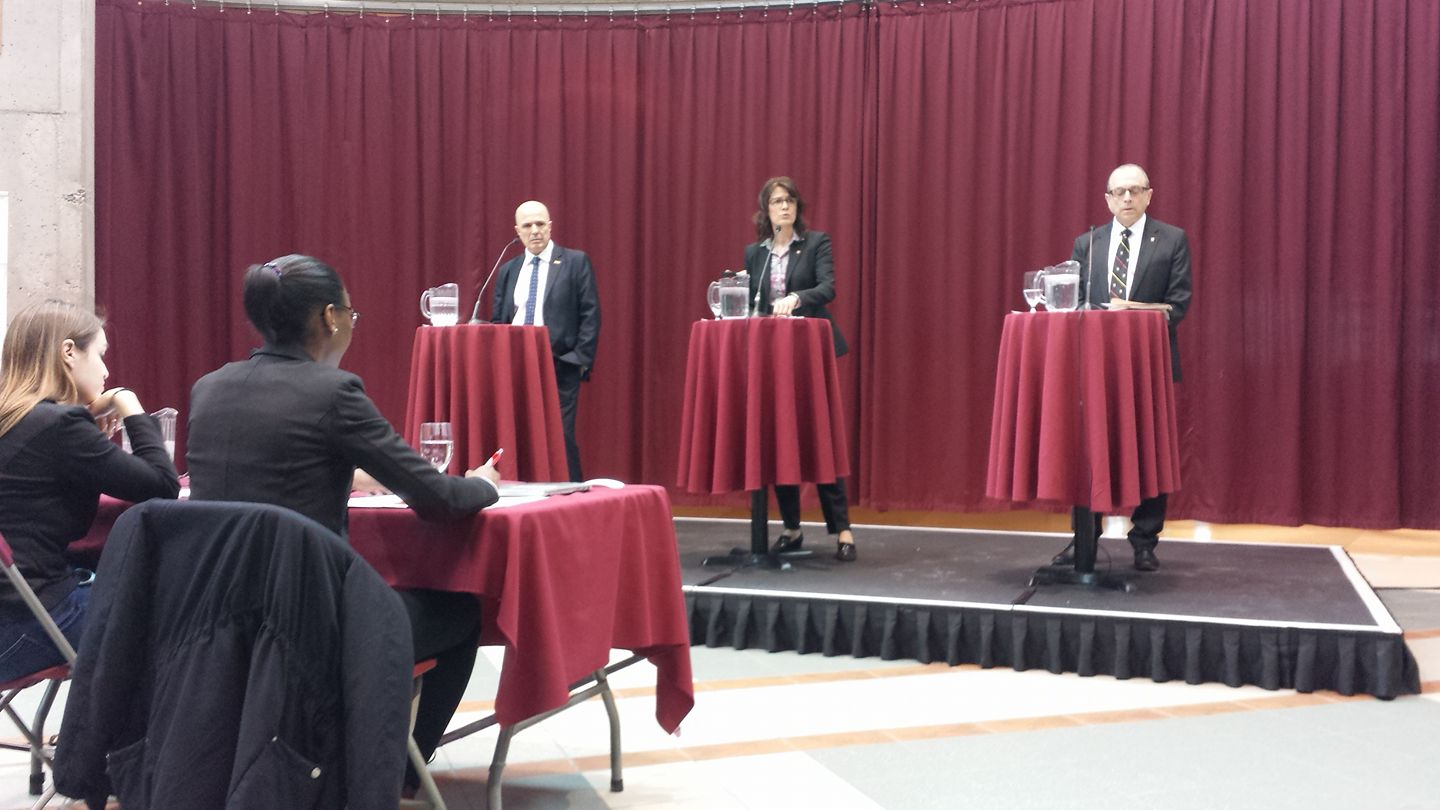
Sophie D'amours (centre) s'engage au désinvestissement du secteur des énergies fossiles lors du débat des candidats au rectorat de l'Université Laval, en 2017.

Lors de la course au rectorat de l'Université Laval en 2017, Sophie D'Amours promet le désinvestissement des énergies fossiles du portefeuille de l'Université Laval à son entrée en poste, sous la pression de la campagne Ulaval sans fossiles et du grand soutien des associations étudiantes envers un retrait du secteur des énergies fossiles,.
Cependant, Sophie D'Amours ne respecte pas sa promesse, justifiant initialement sa réticence par la volonté de ne pas compromettre la relation risque-rendement du portefeuille, une position qui cause beaucoup de mécontentement chez les étudiants et les organismes environnementaux de la région,.

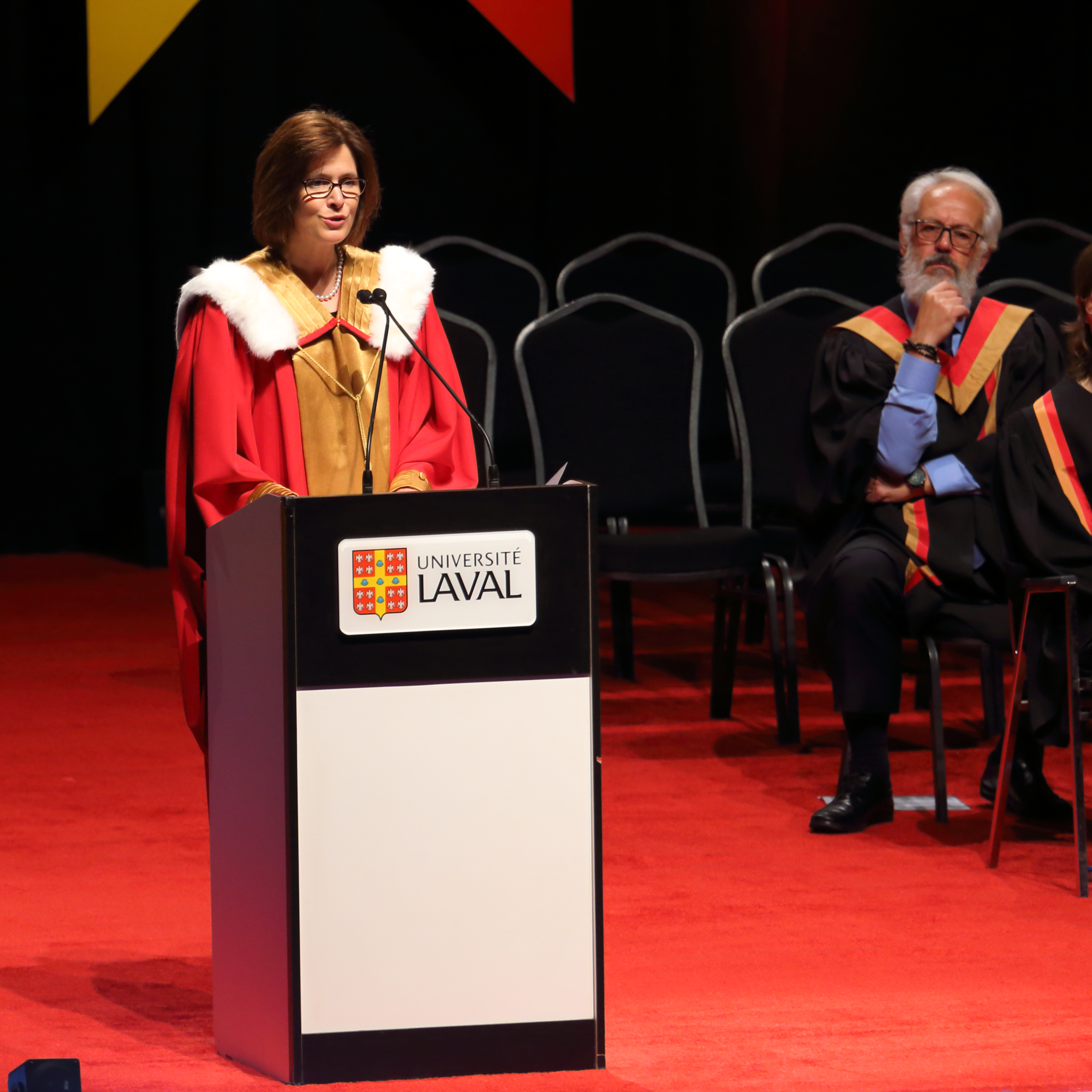
Sophie D'Amours lors de la collation des grades en 2019.

En décembre 2019, elle change de position complètement, préconisant plutôt une stratégie de réduction de l'empreinte carbone du portefeuille d'investissement de l'Université Laval, mais conservant les investissements du portefeuille de l'Université Laval dans les énergies fossiles.
En date de 2024, l'Université Laval n'a pas encore émis de plan public quant à son désinvestissement du secteur des énergies fossiles.

### Engagement de contribution financière sans autorisation préalable
Alors qu'elle était vice-rectrice à la recherche, en 2015, Sophie D'Amours aurait promis une contribution de 45 millions de dollars de l'Université Laval dans le but de sécuriser une subvention de 98 millions de dollars du Fonds d'excellence fédéral Apogée Canada pour le projet de recherche Sentinelle Nord. En 2016, elle se fait accuser d'avoir garanti cette contribution sans autorisation préalable de l'Université Laval et de sa Fondation ainsi que d'avoir outrepassé ses pouvoirs pour sécuriser la subvention.
Le cabinet d’avocats Gagné-Letarte est mandaté pour réaliser un examen externe de l'affaire. Le signataire de l’avis, Me Serge Belleau, conclut que Sophie D'Amours n’avait aucun pouvoir d’agir pour la Fondation de l’Université Laval auprès d’Apogée Canada.
En réponse à ces accusations, le cabinet de Sophie D'Amours et la présidente du conseil d'administration de l'Université Laval ont fermement rejeté les allégations, soutenant qu'une enquête interne n'a révélé aucune faute civile imputable à D'Amours. Cette enquête interne, ainsi que ses résultats, restent confidentiels, soulevant des questionnements quant à sa transparence.

## Distinctions
- 2024 :  Membre de l'Académie des Grands Québécois
- 2022 :  Officière de l'Ordre national du Québec[7]
- 2022 :  Officier de l'ordre national du Mérite [8]
- 2018 :  Officier de l'Ordre du Canada[9]
- 2016 : Nommée International fellow de l'Académie royale d'agriculture et de la sylviculture de Suède[10]
- 2012 : Récipiendaire du prix Brockhouse du Canada[11]
- 2008 : Récipiendaire du prix Henri-Gustave-Joly-de-Lotbinière de l'Ordre des ingénieurs forestiers du Québec pour sa contribution au secteur forestier du Québec[12]